# 阿博特山
74°42′S 163°50′E / 74.700°S 163.833°E
阿博特山（英語：Mount Abbott），是南極洲的山峰，位於維多利亞地的斯科特海岸，處於坎維角東北面5公里，海拔高度1,020米，是諾森山麓的最高點，由英國探險隊繪入地圖，現時由南極條約體系管理。